# Brunoy

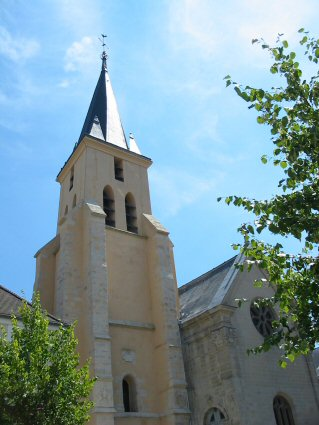
Igreja em Brunoy.

Brunoy é uma comuna no sudeste subúrbios de Paris, França. Está localizado 20,6 km. (12,8 milhas) do centro de Paris.

## História
Brunoy é o lar de Yeshivas Tomchei Tmimim Lubavitch, que atrai centenas de estudantes de todo o mundo, sobretudo vindos dos Estados Unidos da América e Israel. 

## Geminação
A cidade está geminada com o município de Reigate, Banstead e Espinho .